# Nässja
Nässja är kyrkbyn i Nässja socken i Vadstena kommun i Östergötlands län. Orten ligger i nordväst på den halvö i Vättern där socknen ligger.
I orten ligger Nässja kyrka och Nässja skeppssättning.